# McKinley Singleton
McKinley Singleton (nacido el 29 de octubre de 1961 en Memphis, Tennessee) es un exjugador de baloncesto estadounidense que jugó una temporada en la NBA además de hacerlo en la CBA. Con 1,96 metros de estatura, jugaba en la posición de base.

## Trayectoria deportiva

### Universidad
Tras pasar dos años en el Shelby State Junior College, jugó dos temporadas con los Blazers de la Universidad de Alabama-Birmingham, en las que promedió 10,6 puntos y 2,6 rebotes por partido. En 1984 fue elegido mejor jugador del torneo de la Sun Belt Conference, tras ganar la final ante Old Dominion.

### Profesional
Fue elegido en el puesto 120 del Draft de la NBA de 1984 por Milwaukee Bucks, pero fue despedido antes del comienzo de la competición. Al año siguiente lo volvió a intentar en el mismo equipo, pero no fue hasta la temporada 1986-87 cuando fichó como agente libre por los New York Knicks. Pero únicamente llegó a disputar dos partidos en los que anotó cuatro puntos en total.
Jugó posteriormente en varios equipos de la CBA. En su primera temporada promedió 17,1 puntos por partido como rookie en los Wisconsin Flyers, siendo la mejor la temporada 1985-86, en la que llevó a los Flyers a los playoffs promediando 20 puntos por encuentro. Acabó ocupando el puesto 46 entre los máximos anotadores de la historia de la liga, con 4.268 puntos.

## Estadísticas de su carrera en la NBA

### Temporada regular
| Temporada | Edad | Equipo          | Liga | Pos. | P | TIT | MIN | TC  | TCA | %TC  | 3P  | 3PA | %3P  | 2P  | 2PA | %2P   | TL  | TLA | %TL | R.OF. | R.DEF. | REB | ASIS | ROB | TAP | PER | FP  | PTS |
| 1986-87   | 25   | New York Knicks | NBA  | PG   | 2 | 0   | 5.0 | 1.0 | 1.5 | .667 | 0.0 | 0.5 | .000 | 1.0 | 1.0 | 1.000 | 0.0 | 0.0 |     | 0.0   | 0.0    | 0.0 | 0.5  | 0.0 | 0.0 | 0.0 | 0.5 | 2.0 |
| Total     |      |                 | NBA  |      | 2 | 0   | 5.0 | 1.0 | 1.5 | .667 | 0.0 | 0.5 | .000 | 1.0 | 1.0 | 1.000 | 0.0 | 0.0 |     | 0.0   | 0.0    | 0.0 | 0.5  | 0.0 | 0.0 | 0.0 | 0.5 | 2.0 |